# Contadina de Asís
Contadina de Asís és un quadre realitzat amb pintura a l'oli l'any 1888 pel pintor valencià Joaquim Sorolla i Bastida.

## Descripció
Pintat durant la jubilació del pintor a Asís, es tracta d'un retrat femení que va significar el principi de la seva pintura realista: els colors tradicionals de la pintura acadèmica, càlids i torrats, deixen pas a gammes més lluminoses, introduïdes pels impressionistes. Hi apareix una camperola, de bust i girant lleument el cap cap a la dreta, que es retalla sobre un paisatge esquitxat de roselles. El seu cap es cobreix amb un mocador vermell nuat a la nuca i la seva brusa blanca apareix coberta per un cosset, també vermell.